# Chip Robinson
Chip Robinson, né le 29 mars 1954 à Philadelphie (Middlesex NJ), est un pilote automobile américain sur circuits à bord de monoplaces puis de voitures de sport type Grand Tourisme et Sport-prototypes résidant désormais à Augusta (Géorgie) où il est entrepreneur en bâtiment. 

## Biographie
Il dispute sa carrière de compétiteur automobile de 1983 (Formule Super Vee SCCA) à 1993 (lors des 12 Heures de Sebring, alors pour le Joest Racing).
Il participe à quatre reprises aux 24 Heures du Mans entre 1985 et 1990, obtenant la victoire dans le groupe IMSA/GTP pour l'année 1985 avec le français Claude Ballot-Léna et Bob Tullius sur Jaguar XJR Proto 3L. V12 (13e au général).
En 1986 et 1987 il dispute cinq courses du championnat CART, terminant 6e du Grand Prix de Long Beach (1987).
Invité à disputer l'IROC XII en 1988, il finit 9e du championnat sur Chevrolet Camaro, en obtenant la deuxième place sur le Riverside International Raceway derrière Scott Pruett (course issue des Trans-Am Series SCCA).

## Palmarès

### Titres
- Championnat IMSA GT en 1987, sur Porsche 962 du Holbert Racing (3 victoires);
  - Triple vice-champion IMSA GT consécutivement, entre 1989 et 1991 (sur Nissan);
  - Vice-champion de Formule Super Vee SCCA en 1984 (3 victoires sur Ralt RT5; 4e en 1983);

## Victoires
(15 en IMSA GT, entre 1986 et 1992)
- 1986 : 3 Heures de Daytona (finale IMSA GT) sur Jaguar XJR-7, avec Bob Tullius ;
- 1987 :  24 Heures de Daytona (IMSA GT) sur Porsche 962, avec Al Holbert, Derek Bell et Al Unser Jr. ;
- 1987 : 300 kilomètres de Portland (IMSA GT) sur Porsche 962 ;
- 1987 : 3 Heures de San Antonio (IMSA GT) sur Porsche 962, avec Derek Bell et Al Holbert ;
- 1989 : 3 Heures de Miami (IMSA GT) sur Nissan GTP ZX-T, avec Geoff Brabham ;
- 1989 : 12 Heures de Sebring (IMSA GT) sur Nissan GTP ZX-T, avec Geoff Brabham et Arie Luyendyk ;
- 1989 : 500 kilomètres Road Atlanta (IMSA GT) sur Nissan GTP ZX-T, avec Geoff Brabham ;
- 1989 : 500 kilomètres Mid-Ohio (IMSA GT) sur Nissan GTP ZX-T, avec Geoff Brabham ;
- 1989 et 1990 : 500 kilomètres de Watkins Glen (IMSA GT) sur Nissan GTP ZX-Turbo puis NPT-90, avec Geoff Brabham puis Bob Earl ;
- 1989 : 500 kilomètres "Road America" (IMSA GT) sur Nissan GTP ZX-T, avec Geoff Brabham ;
- 1989 : 2 Heures de San Antonio (IMSA GT) sur Nissan GTP ZX-T ;
- 1990 : Grand Prix de Miami (IMSA GT) sur Nissan GTP ZX-T, avec Geoff Brabham et Bob Earl ;
- 1991 (janvier) : Tests de Daytona sur Nissan R90CK ;
- 1991 : 300 kilomètres de Topeka (IMSA GT) sur Nissan NPT ;
- 1991 : 2 Heures de Lime Rock (IMSA GT) sur Nissan NPT ;

À noter également:
- 2e des 12 Heures de Sebring en 1987 (Porsche 962), 1990 et 1991 (Nissan ZXT GTP) ;
- 2e des 24 Heures de Daytona en 1991 (Nissan R90CK).

## Distinction
- 1986: Rookie of the Year en CART.